# Ourebia ourebi
El oribí (Ourebia ourebi) es una especie de mamífero artiodáctilo de la familia Bovidae. Es un pequeño antílope africano de cuernos rectos, que vive en las praderas de hierbas altas. Tiene hábitos nocturnos y vive generalmente en parejas o en pequeños grupos.
Es un animal muy cauteloso y asustadizo, y al igual que otras especies de pequeños antílopes, a veces salta en vertical sobre el mismo lugar, con el fin de otear las proximidades en busca de algún potencial enemigo.

## Subespecies
Se reconocen las siguientes subespecies:
- Ourebia ourebi ourebi
- Ourebia ourebi dorcas
- Ourebia ourebi gallarum
- Ourebia ourebi haggardi
- Ourebia ourebi hastata
- Ourebia ourebi kenyae
- Ourebia ourebi montana
- Ourebia ourebi quadriscopa
- Ourebia ourebi rutila